# Campionato Nazionale Juniores
Il Campionato Nazionale Juniores Under 19, colloquialmente abbreviato in Juniores Nazionali, è un torneo a livello giovanile organizzato dal Dipartimento Interregionale della Lega Nazionale Dilettanti.

## Storia
Il Campionato Juniores esisteva già dagli anni sessanta ed era suddiviso fra professionisti, semiprofessionisti e dilettanti.
Dal 1992-1993 e fino alla stagione 1998-1999, le formazioni giovanili dell'allora Campionato Nazionale Dilettanti partecipavano al Campionato Juniores Dilettanti. In quell'ultima annata il Comitato Interregionale volle sottolineare la riqualificazione dei propri affiliati come non professionisti distaccandoli dal puro dilettantismo, e perciò cambiò nome al suo campionato maggiore in Serie D e creò una propria Coppa Italia Serie D staccandola dalla Coppa Italia Dilettanti. Per completare il quadro, dalla stagione seguente istituì il proprio torneo giovanile. Nel 1999-2000 venne dunque disputato il primo Campionato Nazionale Juniores, tra società di Serie D come spin-off del Campionato Juniores Dilettanti.

## Albo d'oro
Si riporta di seguito l'albo d'oro della competizione riconosciuto dalla Lega Nazionale Dilettanti.
| Anno      |                      |                   |                  |       |
| Anno      | Vincitore            | Risultato         | 2º posto         | Note  |
| --------- | -------------------- | ----------------- | ---------------- | ----- |
| 1999-2000 | Puteolana            |                   |                  |       |
| 2000-2001 | Fano                 |                   |                  |       |
| 2001-2002 | Canavese             | 5-4 dtr (1-1 dts) | Rossanese        |       |
| 2002-2003 | Canavese             | 1-0               | Pomigliano Est   |       |
| 2003-2004 | Bassano Virtus       |                   |                  |       |
| 2004-2005 | Savoia               | 1-0               | Sambonifacese    |       |
| 2005-2006 | Noicattaro           | 3-2               | Montebelluna     |       |
| 2006-2007 | Siracusa             | 1-1 (4-2 dtr)     | Como             |       |
| 2007-2008 | Siracusa             | 3-1               | Figline          |       |
| 2008-2009 | Sansepolcro          | 1-1 (8-7 dtr)     | Savona           |       |
| 2009-2010 | Virtus Entella       | 1-0               | Latina           |       |
| 2010-2011 | Fidene               | 1-0               | Venezia          |       |
| 2011-2012 | Città di Marino      | 3-0               | Folgore Caratese |       |
| 2012-2013 | Mezzocorona          | 1-0               | LVPA Frascati    |       |
| 2013-2014 | Chieri               | 0-0 (3-1 dtr)     | R.C. Angolana    |       |
| 2014-2015 | San Cesareo          | 1-0               | Biancoscudati PD |       |
| 2015-2016 | Poggibonsi           | 0-0 (3-0 dtr)     | Seregno          |       |
| 2016-2017 | Virtus Bergamo       | 1-0               | Sansepolcro      |       |
| 2017-2018 | Recanatese           | 0-0 (2-1 dtr)     | Seregno          |       |
| 2018-2019 | Aprilia              | 1-0               | Chieri           |       |
| 2019-2020 | Non assegnata        | Non assegnata     | Non assegnata    | [ 4 ] |
| 2020-2021 | Non disputata        | Non disputata     | Non disputata    | [ 4 ] |
| 2021-2022 | Pro Livorno Sorgenti | 1-0               | Bitonto          | [ 5 ] |
| 2022-2023 | Portici              | 2-2 (8-7 dtr)     | Alcione          | [ 6 ] |
| 2023-2024 | Alcione              | 2-0               | Cavese           | [ 7 ] |
| 2024-2025 | Ostia Mare           | 3-1               | Fiorenzuola      | [ 8 ] |